# Perikop
Perikop (grekiska περικοπή) är en uppsättning verser som bildar en sammanhängande enhet eller tanke, lämplig för offentlig läsning från en text, vanligen ur Bibeln, avsedd att läsa på en gudstjänst och hålla en predikan över. Ordet perikop används också inom exegetiken som beteckning för ett begränsat bibelavsnitt.
Manuskript, ofta marginalia, som kallas perikoper, är normalt evangelier, det vill säga förkortade evangelieböcker som endast innehåller de delar av evangelierna som krävs för mässorna under kyrkoåret.
Lektionarier består ofta av perikoper med kyrkoårets epistel- och evangelieläsningar.
Innan bestämda perikoper föreskrevs (300-400-talen) avgjorde textläsaren hur länge han skulle hålla på, och Bibelns böcker lästes enligt judisk sed i följd. Detta sker även i reformerta sammanhang sedan reformationen, där man predikar utläggande igenom bibelböcker, vers för vers i följd.
Modern teologi utgår ofta från längre textstycken än perikoper (till exempel en hel bibelbok) eller från ett urval av texter som berör samma tema.